# Experimento do João Bobo de Bandura
O Experimento do João Bobo de Bandura é o nome de dois experimentos conduzidos por Albert Bandura em 1961 e 1963 estudando padrões de comportamento associados com agressão.
Bandura esperava que os experimentos provassem que agressividade pudesse ser explicada, ao menos em parte, pela teoria social do aprendizado. A teoria social do aprendizado diz que comportamento como a agressividade é aprendida através de observação e imitação do comportamento alheio.
Os experimentos foram importantes porque desencadearam muitos outros estudos sobre os efeitos de um meio violento em crianças.

## Método (1961)
Para o experimento, cada criança foi exposta a um cenário individualmente, para não haver influências ou distrações. A primeira parte dos experimentos envolveu levar um criança e um adulto-modelo em uma sala. Nesta sala, a criança sentava em um canto com atividades altamente apelativas como adesivos e estampas. O adulto-modelo sentava-se em outro canto contendo um conjunto de brinquedos, uma marreta e um boneco João Bobo inflável. Antes de deixar a sala, o fiscal explicava à criança que os brinquedos no canto do adulto só podiam ser usados pelo adulto.
No cenário agressivo, o adulto começaria a brincar com os brinquedos por aproximadamente um minuto. Depois desse período o adulto começaria a demonstrar agressividade para com o João Bobo. Ele poderia bater no boneco e usar a marreta para bater no rosto do boneco. Depois de dez minutos, o fiscal voltaria para a sala, dispensaria o adulto-modelo, e levaria a criança à outra sala. No cenário não-agressivo, o adulto-modelo brincaria com o conjunto de brinquedos durante os dez minutos. Nesse cenário, o João Bobo foi completamente ignorado pelo adulto-modelo e a criança seria retirada da sala após o período.
A próxima etapa do experimento foi colocar a criança e o fiscal em uma sala com brinquedos estimulantes: um camião, bonecos e um pião. Ali, a criança era convidada à brincar com qualquer brinquedo. Depois de dois minutos o fiscal decidia que a criança não podia mais brincar com os brinquedos. Isso era feito para criar frustração. O fiscal diz que a criança pode brincar com os brinquedos da sala, agressivos ou não-agressivos. À criança era permitido brincar durante vinte minutos enquanto o fiscal avaliava a brincadeira da criança.
A primeira atitude a ser considerada foi baseada em agressões físicas. Isso inclui socar ou chutar o boneco, sentar nele, acertá-lo com a marreta, e jogá-lo pela sala. Agressão verbal foi a segunda atitude à ser considerada. Os fiscais contaram cada vez que a criança imitava o adulto-modelo agressivo e registraram os resultados. A terceira atitude foi a quantidade de vezes que a marreta foi usada para demonstrar outro tipo de agressividade que não o acertar o boneco. A última atitude incluía modos de agressividade mostrados pela criança que não foram imitações diretas do comportamento do adulto-modelo.